# Philco/Ford Telejogo
Telejogo e Telejogo II sono il nome di due console prodotte da parte di Philco/Ford, a partire dal 1977 appartenenti alla prima generazione (con giochi simil-Pong). Queste console furono pubblicizzate e vendute in Brasile.

## Telejogo
Console venduta a partire dal 1977. Realizzata a partire dal chip National Semiconductor MM57100 che integrava al suo interno tutta la logica dei giochi e la generazione sonora ("Pong su un chip"). I controller della console erano due paddle incastonati nel corpo della console. Le schermate erano a colori e si poteva giocare ai tre giochi presenti sul chip: Futebol (calcio 2 giocatori), Tenis (tennis 2 giocatori), Paredão (squash un giocatore).

## Telejogo II

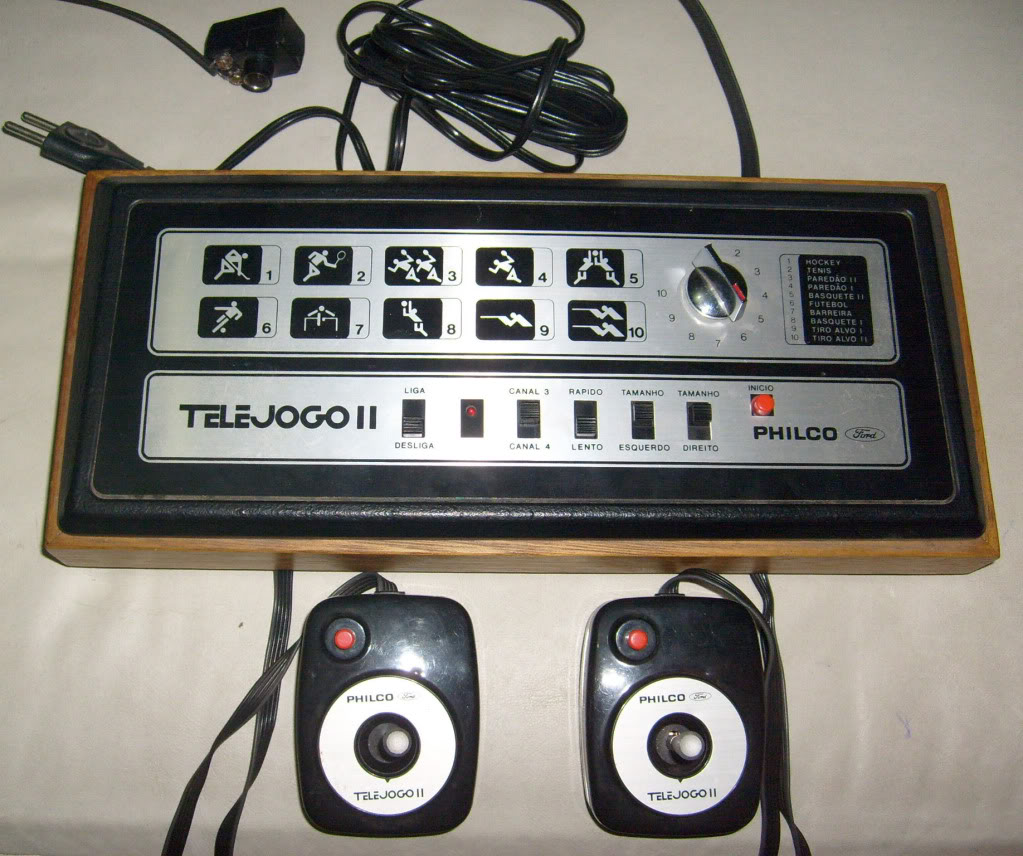
Telejogo II

Console venduta a partire dal 1978. Realizzata a partire dal chip General Instruments AY-3-8610. Le schermate erano in bianco e nero. I controller erano due joystick collegati via cavo alla console. La console permetteva di giocare a tutti i 10 giochi resi disponibili dal chip. I nomi dei 10 giochi scritti in portoghese erano: Hockey, Tênis, Paredão I, Paredão II, Basquete I, Basquete II, Futebol, Barreira, Tiro Alvo I, Tiro Alvo II.